# Mike Sanders (wrestler)
Michael Edwin Neil Sanders (Smyrna, 20 luglio 1969) è un ex wrestler statunitense noto maggiormente per i suoi trascorsi nella World Championship Wrestling.

## Personaggio

### Mosse finali
- 3.0 (Inverted headlock backbreaker)

### Soprannomi
- "Above Average"

## Titoli e riconoscimenti
- Big Time Wrestling (California)
  - BTW United States Championship (1)
- Heartland Wrestling Association
  - HWA Tag Team Championship (1) – con Lance Cade
- Pro Wrestling Illustrated
  - 179º tra i 500 migliori wrestler singoli secondo PWI 500 (2003)
- Universal Championship Wrestling
  - UCW American Junior Heavyweight Championship (1)
- World Championship Wrestling
  - WCW Cruiserweight Championship (1)